# Isabellakanaal
L'Isabellakanaal és un canal de desguàs dels pòlders que connecta el Leopoldkanaal al nord de Boekhoute amb la cala del Braakman, un antic braç de mar a l'estuari de l'Escalda, situat a l'est del municipi de Terneuzen. El petit port esportiu de Boekhoute té un paper en la navegació esportiva amb canoa.

## Història
Després de la independència de Bèlgica el 1830, els neerlandesos van tancar el canal Gant-Terneuzen i els canals de drenatge dels pòlders belgues. Això va causar molts problemes a l'economia hidràulica de la regió. El 1914, les relacions amb els Països Baixos s'havien millorat i aleshores es va decidir-se d'excavar el canal després d'un nou pacte belgo-neerlandès, principalment per al desguàs dels Dijckmeesterpòlder. Per causa de la Primera Guerra Mundial (1914-1918, el projecte només va poder realitzar-se el 1920.